# Октябрське (Байтерецький район)
Октя́брське (каз. Октябрьское) — село у складі Байтерецького району Західноказахстанської області Казахстану. Входить до складу Мічурінського сільського округу.
Населення — 471 особа (2021; 540 у 2009, 403 у 1999, 511 у 1989).